# Феопомп
Феопомп (дав.-гр. Θεόπομπος; 380 до н. е. — між 323 до н. е. та 300 до н. е.) — давньогрецький історик й красномовець часів еллінізму.

## Життєпис
Походив з острова та міста Хіоса. Батька його Дамасістрата підозрювали у прихильності до Спарти,  у 377 році вигнано демократами, після того як Хіос долучився до Другого афінському союзу. Він переселився разом із сином до Афін. У бутність свою в Афінах Феопомп вивчив красномовство під керівництвом Ісократа і придбав славу видатного красномовця, зібравши разом із тим численний матеріал для своїх історичних праць. Як красномовець він роз'їжджав по різних містах еллінського світу, виступаючи на змаганнях у красномовстві. У 352 році до н. е. за своє красномовство отримав нагороду від цариці Артемісії.
Провівши більшу частину життя на чужині в поневіряннях, Феопомп лише близько 335 року, при посередництві Александра Македонського, отримав можливість повернутися на рідний острів Хіос, де знову вступив у боротьбу з представником демократії Феокрітом.
Після смерті царя Александра Феопомп знову був засуджений на вигнання, жив деякий час в Ефесі і помер в Єгипті, де Птолемей I неохоче дав йому притулок.

## Творчість
Феопомпу належать історичні праці «Грецька історія» у 12 книгах, що охоплювала події з 410 по 394 року до н. е. і продовжувала історичну працю Фукідіда, й «Історія Філіппа II Македонського» у 58 книгах, в якій було дано огляд подій епохи Філіппа II. Три книги цієї останньої праці були присвячені історії Сицилії, один — характеристиці військової демагогії, один відділ — чудесним оповідям.
З ім'ям Феопомпа пов'язували в давнину ще стислий виклад історії Геродота у 2 книгах. Усі історичні праці Феопомпа становили 72 книги, з яких до нашого часу дійшли лише уривки і витяги, зібрані у виданні Мюллера «Fragmenta historicorum Graecorum» (т. I, стор 278—338, і IV, 643—645) і Віхерса («Theopompi fragmenta», Лейден, 1829). Понад те до нас дійшов скорочений виклад історії Філіппа латиною, яка належить Юстину.
Феопомп належав до числа найбільш читаних авторів і першокласних дослідників античності. Риторичні прийоми і пристрасний тон надавали праці його великі зовнішні чесноти; інтерес читання збільшувався майстерним описом положень і характерів дійових осіб, а також великою кількістю анекдотів. Нерідко Феопомп вдавався до лихослів'я, не тільки на адресу своїх ворогів (демагогів), але і героїв (наприклад, Філіппа), хоча, виставляючи відкрито вади і недоліки діючих осіб, він керувався прагненням висунути психологічний елемент особистостей і подій. Корнелій Непот назвав Феопомпа «…найбільш злим язиком з усіх літераторів».
Феопомп також був автором панегіриків Філіппу II та його синові Александру Македонському, збереглися його листи до останнього.